# Douglas (Alabama)
Douglas város az USA Alabama államában, Marshall megyében. Lakosainak száma 761 fő (2020. április 1.).

## Története
Az első telepesek a 19. század közepén telepedtek le, a város történelmének nagy részében elsősorban mezőgazdasági jellegű volt. Első iskolája 1898-ban, a Douglas Akadémia pedig 1909-ben jött létre. Az első vízellátó rendszert 1966-ban építették.

## Népesség
A település népességének változása:
| Lakosok száma | 201  | 744  | 761  |
|               | 1970 | 2010 | 2020 |